# تاريخ رودريغو

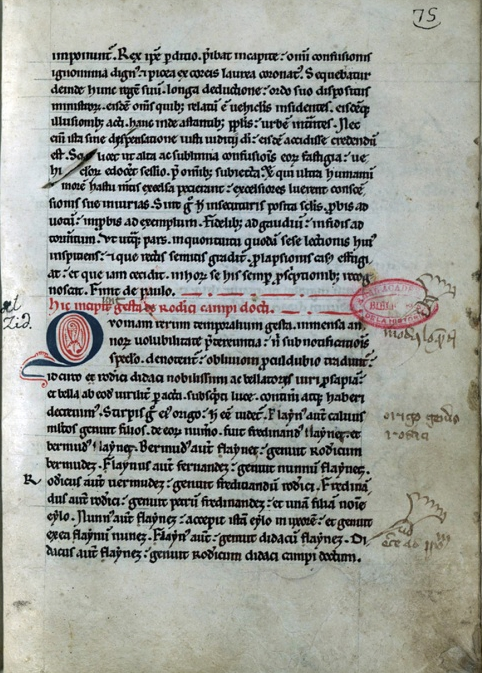
مخطوطة تاريخ رودريغو، المحفوظة برقم ms. 9/4922 في الأكاديمية الملكية للتاريخ.

تاريخ رودريغو (باللاتينية: Historia Roderici) واسمها الأصلي أعمال رودريغو الكمبيادور (باللاتينية: Gesta Roderici Campi Docti) المعروفة بالإسبانية Crónica latina del Cid («التأريخ اللاتيني للسيّد»)، هو تأريخ لاتيني مجهول المؤلف للبطل الشعبي القشتالي رودريغو دياث دي فيفار الشهير بالسيّد الكمبيادور.
كٌتب هذا التأريخ بلغة لاتينية بسيطة تدلّ على بساطة معلومات مؤلفه الذي لم يكن يستشهد سوى بالكتاب المقدس. قُسّم هذا التاريخ حديثًا إلى 77 فصل، ومن الواضح أن المؤلف لا يعلم الكثير عن حياة رودريغو قبل زواجه من خيمينا دياث، وسردها في الفصول (1-6). أما حياة رودريغو المهنية كقائد ونفيه إلى سرقسطة بين سنتي 1081-1086م فشغلت الفصول (7-24). ثم شغلت عودة رودريغو إلى بلاط ألفونسو السادس ملك قشتالة بين سنتي 1086-1088م الفصول (25-27). أما الجزء الأكبر من النص فكان لفترة نفيه الثانية وغزوه لقشتالة بين سنتي 1089-1095م، وشغلت الفصول (28-64). بينما اشتمل القسم الأخير الفصول (65-75) على السنتين الأخيرتين من حياة رودريغو، مع خاتمة مختصرة الفصلين (76-77) تصف إخلاء المسيحيين لبلنسية سنة 1102م بأمر من زوجته خيمينا. لم تكن تغطية التاريخ شاملة، حيث اعترف المؤلف في الفصل 27 قائلاً: «لم يشتمل الكتاب على كل الحروب والمآثر الحربية التي أنجزها رودريغو مع فرسانه ورفقائه.»
ترجع أقدم مخطوطات هذا الكتاب إلى النصف الأول من القرن الثالث عشر الميلادي، وعُثر عليها في نهاية القرن الثامن عشر الميلادي في ليون، ولكنها نُسخة من الأصل نُسخت في قشتالة أو في منطقة لا ريوخا، وهي محفوظة تحت رقم MS 9/4922 في مكتبة الأكاديمية الملكية للتاريخ في مدريد. وتحتوي المخطوطة على العديد من الأعمال التاريخية الإسبانية القديمة مثل "Historia Gothorum" لإيزيدور الإشبيلي، و"Historia Wambae" ليوليان الطليطلي، وتأريخ ألفونسو الثالث، وتأريخ ناجرة، والأنساب الملكية.